# Malediwy na Letnich Igrzyskach Olimpijskich 1992
Malediwy na Letnich Igrzyskach Olimpijskich 1992 reprezentowało siedmiu zawodników: sześciu mężczyzn i jedna kobieta. Był to drugi start reprezentacji Malediwów na letnich igrzyskach olimpijskich.

## Skład kadry

### Lekkoatletyka
Kobiety
- Aminath Rishtha - bieg na 100 m - odpadła w eliminacjach,

Mężczyźni
- Ahmed Shageef

bieg na 100 m - odpadł w eliminacjach,
bieg na 200 m - odpadł w eliminacjach,
- Mohamed Amir - bieg na 400 m - odpadł w eliminacjach,
- Hussain Riyaz - bieg na 800 m - odpadł w eliminacjach,
- Hussein Haleem - maraton - 86. miejsce,

### Pływanie
Mężczyźni
- Ahmed Imthiyaz

50 m stylem dowolnym - 71. miejsce,
100 m stylem dowolnym - 74. miejsce,
- Mohamed Rasheed

50 m stylem dowolnym - 72. miejsce,
100 m stylem dowolnym - 75. miejsce,